# Битка за Франция
Битката за Франция, позната още като Падането на Франция и (в немските източници) като Походът на запад (Westfeldzug), е мащабна кампания от Втората световна война, започнала с нападението на Третия Райх срещу Съюзническите сили: Франция, т. нар. Ниски земи (Белгия, Нидерландия и Люксембург) и Великобритания на 10 май 1940 година. Сама по себе си битката се гради върху два плана на немското командване – Fall Gelb (Фал Гелб, в превод от немски: „План Жълто“) и Fall Rot (Фал Рот, в превод от немски: „План Червено“).
Немските офанзивни действия започват осем месеца след като Франция обявява война на Германия. В резултат на германската стратегическа доктрина „Блицкриг“ (Светкавична война) Белгия и Нидерландия биват превзети за броени дни, което е от ключово значение за изхода на кампанията. На 22 юни 1940 г. французите са принудени да капитулират. Към тази дата почти цялата територия на Франция е окупирана, а армията ѝ е практически унищожена.
Кампанията е смятана за блестящ успех на Германия. Тя ликвидира основния си противник в този етап от войната и завзема плацдарм за нападение срещу Великобритания. Франция е разделена на немска окупационна зона (в северната и западната част) и малка италианска окупационна зона (в югоизточната част), а останалата територия (на юг) попада под режима „Виши“. Южна Франция е окупирана на 10 ноември 1942 година. Страната остава под немски контрол до 1944 година, когато е осъществен десантът в Нормандия. Ниските земи са освободени през 1944 и 1945 година.

## Начало на Втората световна война
Втората световна война започва на 1 септември 1939 година, когато Германия напада Полша. Веднага след това, в изпълнение на съюзническите си ангажименти, Великобритания и Франция обявяват война на Германия. Въпреки това, те не предприемат активни военни действия, което дава на този период от войната в Западна Европа наименованието Странна война. Това дава надежди на германското правителство за бързо завършване на войната. След като с помощта на Съветския съюз Германия окупира Полша в хода на Полската кампания, на 6 октомври немците отправят предложение за мир към двете водещи сили на Западна Европа. В същото време германското командване се подготвя за мащабно настъпление на запад, ако предложението за мир бъде отхвърлено.

## Стратегията на Германия

### Директива №6
Общите виждания на германското правителство за продължаването на войната в Западна Европа са изразени в издадената на 9 октомври от фюрера Адолф Хитлер Директива №6. Според нея Германия има нужда от още няколко години, за да се подготви за мащабна война, и в краткосрочен план може да си поставя само ограничени цели. В близко бъдеще се предвижда само окупацията на Ниските земи: Нидерландия, Белгия и Люксембург. По този начин германците биха затруднили съюзническо настъпление към индустриалната област Рур и биха създали плацдарм за бъдеща въздушна кампания срещу Великобритания. В директивата не се споменава за мащабно настъпление във Франция, като се допуска ограничено окупиране на някои крайгранични зони.
При издаването на директивата Хитлер смята, че окупацията на Ниските земи може да започне в рамките на няколко седмици. Скоро той осъзнава, че това няма да бъде възможно. За възстановяването на моторизираните части и запасите от муниции на войските, използвани в Полската кампания, са нужни няколко месеца.

### План „Халдер“
На 10 октомври 1939 г. Великобритания отказва предложението за мир между двете страни; на 12 октомври Франция прави същото. На 19 октомври Франц Халдер, генерал на ОКХ, съставя първия план – „Гелб“ – окупиране и превземане на Ниските земи. Този план на Халдер често е сравняван с План Шлифен, извършен през 1914 г. по време на Първата световна война. Общото помежду им е напредването през Централна Белгия. Докато Планът Шлифен разчита на изненадата, гигантското обкръжаване на френската армия с идеята за решителна победа, то Планът Халдер е основан на масивна фронтална атака, жертвайки половин милион германски войници, за да се постигне ограничената цел – съсипването на Съюзниците и принуждаването им да се оттеглят до река Сома.
Германският лидер, Адолф Хитлер, остава много разочарован от този план. Той предполага, че завоюването на Ниските земи може да бъде бързо и без огромни жертви и разходи; но както и да е представен планът, тази завоевателна кампания бива дълга и трудна. Смята се, че Халдер, който дотогава заговорничи срещу Хитлер, започва да носи заедно със себе си револвер, за да простреля Фюрера, ако е необходимо. Затова той предлага възможно най-песимистичния план, за обезсърчаване на Хитлер изцяло от плануваната окупация. Адолф Хитлер остава в безизходица и в крайна сметка решава да нападне рано и бързо Съюзническите войски с надеждата да спечели една лесна победа. Датата за нападението е фиксирана на 12 ноември 1939 г., но впоследствие началото на атаката е отложена няколко пъти. Отново командирите успяват да убедят Хитлер плануваната офанзива да бъде забавена с няколко седмици или месеци и да се изчакат по-добрите условия за атака. Планът не привлича Хитлер и той се опитва да го подобри, без да разбира ясно по какъв начин да може да бъде оправен. По план главно трябва да се действа в Централна Белгия, а второстепенните действия са по на юг. На 29 октомври Халдер изгражда втори план, който да отрази тези промени, направени от Хитлер, и в който второстепенните действия се между линията Лиеж – Намюр.
Не само Хитлер не харесва плана „Халдер“. Герд фон Рундщет, главнокомандващ Група армии „А“ също не е от най-големите му привърженици и заедно с Ерих фон Манщайн, на 21 октомври, изработват нов план, който носи името на Манщайн – план „Манщайн“, и според който главните сили – Група армии „А“ – трябва да нанесат решителен удар на френската армия от север и от централните части на Западна Европа, а Група армии „Б“ трябва да действа по на юг.

### План „Манщайн“
Докато Ерик фон Манщайн формулира плановете си в Кобленц, Хайнц Гудериан – генерал-лейтенант на 19-и корпус – без разрешение подготвя екип, намиращ се до близък хотел. Фон Манщайн смята, че включването на Гудериан в танковата дивизия няма да бъде добра постъпка, и затова мести 19-и корпус от Група армии „Б“ в Група армии „А“. Планът на Манщайн представлява придвижване от Седан на север, а другите части трябва да се придвижат от юг и така да нападнат Съюзническите сили от към гърба им. Когато Гудериан е поканен да допринесе за плана по време на неформалните дискусии, той предлага нова и радикална идея: не само неговият корпус, но и всичките бронирани сили да се концентрират върху Седан. Тези бронирани дивизии не трябва да се придвижват на север, а на запад, за да се изпълни бързо, дълбоко и стратегическо проникване към Ла Манша от танковите дивизии (Panzerwaffe), без да се чака основната група пехотни дивизии. Тази постъпка има голяма вероятност да доведе до стратегически срив на врага, избягвайки относително големия брой жертви, които са типични за така наречените „конфликти на унищожавания“. Този рискован ход не веднъж е коментиран, поради това че в Германия не е приета военна доктрина; големият брой служители, работещи в пехотата, която е доминиращата сила дотогава в Германия, успешно предотвратяват това. Фон Манщайн е принуден да признае, че този специален случай може да бъде само нещо необходимо. Основното му възражение е, че такъв тактически ход ще създаде свободен фронт, дълъг 300 км, уязвим за френските контраатаки. Обаче Гудериан го убеждава, че този минус може да бъде предотвратен, като започнат едновременно и атаки от юг, осъществявани от малки бронирани части. Но това може да бъде голяма загуба в основната концепция на Führer-Directive N°6.
Фон Манщайн пише своя първи мемоар, очертавайки алтернативния план на 31 октомври. С него той гъвкаво избягва споменаването на името на Гудериан и омаловажаването на стратегическото съпротивление, планувано да се създаде от бронираните дивизии. На 6 ноември, 21 ноември, 30 ноември, 6 декември, 18 декември 1939 и 12 януари 1940 г. – следващите шест мемоара, ставащи все по-радикални. Обаче всички планове биват отхвърляни от ОКХ и нито един от тях не достига до Хитлер.

### План „Апел“
На 10 януари 1940 г. немският „Месершмит Bf 108“ извършва полет над Маасмешлен, северно от Маастрихт, Белгия. Сред жителите на града е и майор от Луфтвафе – Хелмут Рейнбергер, носещ в себе си плановете за „Рот“. Въпреки че самолетът каца безопасно, Рейнбергер не успява да унищожи документите, които бързо попадат в ръцете на белгийските власти. Често се смята, че този инцидент довежда до драстична промяна в плановете на германците, но това не е така; всъщност преформулирането им на 30 януари, Aufmarschanweisung N°3, Fall Gelb, отговаря на по-ранните версии. На 27 януари Фон Манщайн е назначен като командир на корпуса в Прусия, за да започне командването му в Щетин (днес Шчечин) на 9 февруари. Този ход е изигран от Халдер, за да се премахне влиянието на Фон Манщайн. Възмутените служители на Манщайн уведомяват Хитлер за случилото се на 2 февруари. Командирът е поканен лично да обясни предложенията си на Фюрера на 17 февруари; Хитлер, впечатлен от идеите на Фон Манщайн, следващия ден дава нареждане за промяна на плановете в съответствие с предложенията му. Тези идеи привличат Хитлер по това, че накрая Германия има възможността да спечели една лесна война с малко жертви.
Човекът, имащ задачата да осъществи промените, е Франц Халдер, тъй като Фон Манщайн все още не е включен. Халдер се съгласява с промените, променяйки посоката на Светкавичната война на юг. Планът на Фон Манщайн има сериозни недостатъци от към отбранителната позиция. Също така и лошата пътна мрежа е в минус за немските намерения. Елемент на изненада може да бъде само присъствието на немските войски. Още повече, че действията на съюзническите сили са точно както са посочени в оригиналния план и събирането на френските и британските военни части по северните граници, за да защитят Белгия, осигурява благоприятна почва за намеренията на немците. За да осигурят това, Група армии „Б“ се отправят на север към Белгия и Нидерландия, като имат за цел да оставят представа, че са главните немски сили и да изтеглят възможно най-източно съюзническите войски. За да се постигне целта, са добавени още три бронирани дивизии към Група армии „Б“.
Халдер няма никакво намерение за отклонение от установената доктрина като предоставя останалите седем бронирани дивизии на Група армии „А“.

## Съюзническа стратегия
През септември 1939 г. Белгия и Нидерландия обявяват неутралитет. Те се опитват да останат възможно най-дълго време извън войната, като се придържат стриктно към политиката на неутралитета. Обаче правителствата на двете държави скрито преговарят със Съюзническите сили. През това време забавят защитната подготовка на страните си за бъдещо нападение от страна на Германия, което не закъснява. Върховният командир на френската армия, Морис Гамелен, предлага по време на месеца през който Съюзниците трябва да вземат предимство, да окупират Ниските земи преди Германия, докато последната е обвързана в Полша. Това предложение не е прието от френското правителство.
През септември 1939 г. в офанзивата за Саарланд – извършена само номинално да изпълни предвоенното задължение към Полша и да изпълни помощна атака от запад – френските войници напредват 5 км към Саарланд, преди да отстъпят през октомври. По това време Франция разгръща 98 дивизии (като 28 от тях са резервни) и 2500 танка срещу германските сили, състоящи се от 43 дивизии (с 32 резервни дивизии) и без нито един танк. Според решението на Вилхелм Кайтел, командващ ОКВ, френските армии са способни да проникнат в обикновената защита на наличните германски сили.
След октомври е решено да не се взема инициативата през 1940 г., поради причината, че главните части от френската армия имат офанзивна задача. Съюзниците смятат, че дори без Великата отечествена война, германското правителство може да бъде дестабилизирано чрез блокада, както през Първата световна война. В случай, че националсоциалистическият режим не се разпадне, а най-вероятно укрепне, през 1940 г. се предвижда да бъде приложен нов, уголемен и модернизиран съюзнически план, за експлоатиране на съществуващите преимущества на Германия във военното производство, за да се натрупа необходимата мощ във военните средства, включително и две дузини бронирани дивизии, и за да се извърши решителна офанзива в лятото на 1941 г. Съюзниците имат и възможността да получат подкрепа в тази битка за Франция и най-вероятно ще започнат действията им за нарушаването на неутралитета на Ниските земи и привличането им към Съюзниците.
Очевидно германските сили имат възможността да нанесат първи удар и тактиките на воюващите страни биха се определили до голяма степен от тази атака. Нито френското, нито английското правителство очакват такова бързо поражение на Полша и тази бърза немска победа започва да ги обезпокоява. Повечето френски генерали са на мнение за много предпазлив подход. Те мислят, че е мъдро да не предполагат, че германските намерения могат да бъдат добре предсказани. Французите имат голяма резервна сила, северно от Париж, която мислят да използват в трудни положения. Ако немските сили изберат маршрута през Фландрия, те автоматично биват принудени да действат главно в Северна Франция, като по този начин войската им става все по-изтощена и нуждаеща се от доставките от Германия. Водени от тази логика, Съюзническите главнокомандващи стигат до извода, че немските сили са принудени да опитат атака през Централна Франция, където са се позиционирали многобройна съюзническа войска, за да блокира този офанзивен ход. Ако германците започнат да напредват през Швейцария, биха имали възможността да изненадат французите и да се сражават само с част от резервните френски сили.

### План „Дийл“
Гамелен отхвърля този начин на мислене поради няколко причини. Първата е, че е немислимо политически да се зачеркнат съдбините на Ниските земи и че е благоразумно това да бъде погледнато от оперативна гледна точка. Британското правителство настоява, че спускането към Фландрия е под съюзнически контрол. Втората причина е, че офанзивата през 1941 г. е невъзможно да реши края на битката, ако е нужно да започне от Северна Франция срещу немските сили, окопани в Централна Белгия. А германската офанзива трябва да бъде овладяна колкото се може по на изток. Последната и най-съществената причина според Гамелен е неспособността на френската армия да спечели решителна битка срещу Германия. Френските пехотни дивизии са недостатъчни, а и събитията в Полша помагат за потвърждаването на мнението му. Всички тези проблеми са предпоставка за следния подход: такъв план от страна на Франция да се избегне, да се действа заедно с БЕС (Британските експедиционни сили) и да се спре напредването на германците при „линия КВ“, дефанзивна линия при река Дийл, край източната част на Брюксел, като се обединят и британската, белгийската и френската армия. Този план показва, че немците планират концентрация на силите си в Северна Белгия, където имат на разположение добра пътна мрежа.
Обаче Гамелен има голямо влияние във Франция и във френския парламент и налагането на мнението му става лесно. Първата стъпка, която предприема, е предлагането на малкия план „Шелда“ като един от вариантите за главния план – План „Д“. Този малък план е наречен на името на река във Фландрия. Това е проницателен ход от страна на Гамелен – защитавайки спускането към Фландрия, създава мисли, че Франция е в защита, докато това е прецизно преценена ситуация от Гамелен за следващите си ходове. Това обаче не се осъществява, защото вторият план на Гамелен – План „Дийл“ – среща силен противник, което се потвърждава на 10 януари 1940 г., когато французите разбират, че германските планове са съставени според очакванията на Гамелен. Също така Джон Стендиш, главнокомандващ Британските експедиционни сили, започва да мисли, че битката няма да се развие както Гамелен мисли, и че германците ще доминират в нея. Основното възражение е рисковаността на маневрата. Съюзническите сили трябва да се позиционират по линията след като са свършили подготовката си за най-скоро време преди германските войски да пристигнат до нея, което може да стане за много кратко време. Проблем е, че тази линия може да бъде лесно уязвима, като се има предвид силата на германските войски и на бомбардировачите им. Нищо не пречи на германците да разбият стената, принуждавайки френската армия да се яви на решаваща битка.
Гамелен успешно сломява тези спорове, като предлага разумно предложение – германците би трябвало да концентрират своите машинни сили, за да опитат пробив. Обаче германските сили едва ли биха могли да разбият десния фланг на линия „Мажино“ или да победят съюзническите сили, концентрирани по левия фланг на линията. Немските сили имат единствена възможност – навлизане през централната част на страната. Това обаче е в полза за френските сили, защото по-голямата част от центъра на линията е заета от река Маас. Немските танкове са безпомощни в разбиването на укрепените позиции към реката. Но река Намюр прави остър завой на изток, създавайки дупка между себе си и река Дийл. Тази дупка, идеална за водене на моторизирана война, е много опасно място за французите. Гамелен решава да концентрира половината от бронираните си резерви там. Според него решителният момент на тази кампания ще бъде битката на бронираните части, танковете, затова той смята за по-разумно да остави като резерви повече танкове, отколкото бомбардировачи, смятайки, че въздушните атаки няма да играят толкова важна роля за изхода на конфликта. Съществува и следната възможност – немските пехотинци да пробият линията. Обаче това е малко възможно, защото за такава атака трябва масивна артилерия, постепенното натрупване на която би дало знак на Гамелен да подсили линията.
През първите месеци на 1940 г. числеността и готовността на френската армия постепенно нараства и Гамелен започва да се чувства по-уверен при предлагането на доста по-амбициозна стратегия. Той няма никакви намерения за фронтално атакуване на германската укрепителна зона – Линия „Зигфрид“ – планирайки вместо това да го обходи от север, осъществено четири години по-късно от фелдмаршал Бърнард Монтгомъри по време на Операция Маркет-Гардън. За постигането на това Гамелен се нуждае от опора на северния бряг на река Рейн, и така променя своите планове на поддържането на връзка между Антверпен и „Холандската крепост“, която би трябвало да бъде осъществявана от 7-а армия. Резервните дивизии на французите се състоят от индивидуални дивизии, поради което Гамелен отново се връща към план „Дийл“. Това му действие намира привърженик в лицето на британското правителство, тъй като Нидерландия е потенциална военна база за немските военновъздушни сили срещу Англия.

## Сили на участниците

### Германска империя
Германската Империя разполага с близо три милиона войници за битката. В периода между 1919 г. и 1935 г. не е допускана задължителна военна служба поради Версайски договор, поради което през май 1940 г. само 79 дивизии, от общо 157, завършват своята професионална военна подготовка; други четиринадесет са включени в битката, въпреки че не са достатъчно подготвени, в Група армии „Ц“ срещу Нидерландия. В тази бройка от 93 дивизии (10 бронирани и 6 моторизирани) не са включени 39-те резервни дивизии на ОКХ на запад. Около четвърт от войниците, съставящи германските сили, са ветерани от Първата световна война.
Немските сили са съставени от 2700 танка през май и юни 1940, включително и резервните; близо 7500 артилерийски части са налични с амуниции за шест седмици борба. Луфтвафе са разделени на две групи. Група армии „Б“ разполага с 2352 бомбардировача, докато Група армии „А“ и Група армии „С“ – с 3286.
Немската армия е разделена на три части:
- Група армии „А“ – Командвана от Герд фон Рундщет и съставена от 45½ дивизии, включително седем бронирани. Задачата им е да осъществят решителното нападение над французите – Sichelschnitt – което е загатнато от Уинстън Чърчил[24] като нарича тези германски намерения „Съкращение със сърп“ (по-рано „брониран удар с коса“[25]) Група армии „А“ се подразделя на три армии – четвърта, дванадесета и шестнадесета, съставена е от три танкови корпуса.
- Група армии „Б“ – Командвана от Федор фон Бок. Съставена от 29½ дивизии, включително три бронирани. Задачата им е да преминат през Ниските земи и да осъществят контрол над съюзническите войски на север. Разделя се на две армии: Осемнадесета и Шестдесета.
- Група армии „Ц“ – Водена от Вилхелм фон Лееб и съставена от 18 дивизии. Задача – предотвратяването на проникването на френските армии от изток и водене на атаки срещу Линия „Мажино“, и превземането на горните части на река Рейн. Подразделена е на две армии – Първа и Седма.

### Съюзниците
Поради ниската раждаемост, причинена от Първата световна война, Франция изпитва сериозен недостиг на работна ръка. Френските войници са приблизително половината от германските. За да се компенсира това, във Франция е стартирана мобилизация сред мъжкото население между 20 и 45 години, благодарение на което числеността на армията нараства до шест милиона срещу 5,4 милионна германска войска. 2,2 милиона от тях служат в дивизиите, които са по северните части, от общо 3,3 милионна войска, съставена от британци, белгийци и нидерландци. На 10 май са налични 134 съюзнически дивизии, съставени от 93 френски, 22 белгийски и 9 нидерландски дивизии, като шест от тях са бронирани и двадесет и четири моторизирани. Още 22 са събрани след избухването на конфликта, като 2 от тях са полски и 1 чешка.

## Май: План Гелб, Ниските земи и Северна Франция
Германия стартира военните действия срещу Франция през нощта на 10 май (5.30 часа) – започва първата част от конфликта, наречен план „Гелб“. Преди един ден – на 9 май – немските сили окупират Люксембург. През нощта Група армии „Б“ се присъединява към офанзивата срещу Нидерландия и Белгия. Парашутисти от 1-ва парашутна дивизия и 22-ра въздушна дивизия, под командването на Курт Щудент, извършват изненадваща атака над Хага, на път за Ротердам. След това превземат белгийската крепост „Ебен-Емаел“.
Френското командване реагира веднага, като изпраща 1-ва армия на север със съответствие с План „Дийл“. Този ход не е най-добрия, защото така френското правителство жертва най-добрите си войници, омаловажавайки факта, че при загуба няма да имат добра войска за защита. Същата вечер 7-а армия преминава границата с Нидерландия, намирайки нидерландските военни части в пълно отстъпление. Френските и британските въздушни сили са неефективни – противно на очакванията на генералите им. Луфтвафе бързо придобиват въздушното превъзходство, лишавайки съюзниците от ключови способности на разузнаване и прекъсвайки съюзническата комуникация.
Безспорно Луфтвафе са най-полезното оръжие на Германия за въздушно превъзходство над Нидерландия. Нидерландските военновъздушни сили притежават 144 бомбардировача, половината от които биват унищожени още първия ден на немската офанзива. Остатъкът е разпръснат из цялата страна, като срещу Луфтвафе се изправят само шепа бомбардировачи, които също биват унищожени. Общо нидерландските ВВС след битките притежават 332 самолета, 110 от които са бомбардировачи.
Германската 18-а армия осъществява контрол над всички стратегически жизненоважни мостове във и към Ротердам и преминава в „Крепост Холандия“, като заобикаля Линия „Нова вода“ от юг. Операцията, организирана от Луфтвафе за превземането на Хага, известна още като Битка за Хага, завършва с цялостен провал.
Немските войски с лекота установяват въздушно превъзходство над териториите на Белгия. След приключването на разузнавателните мисии, за 24 часа хитлеристките войски унищожават два френски самолета. Белгийските войски нямат възможност за активна въздушна отбрана, което дава възможност на Луфтвафе да установят въздушен контрол.
Поради значителното отслабване на Група армии „Б“ спрямо предвидения план, походът на 6-а армия бива подложен на значителен риск от забавяне, тъй като белгийските отбранителни позиции по канала Албер са многочислени. Основният маршрут на немските войски е блокиран от форт „Ебен-Емайл“, смятан за най-модерния по това време, контролиращ кръстопътя между река Маас и канала Албер. Всяко забавяне може да застраши изхода на цялата кампания, защото е от съществено значение да се установи предмостие от Група армии „А“ преди основната част от Съюзническите войски да напреднат.

## Юни: План Рот, Френското поражение

### Френският проблем
Най-добрите и най-модернизирани френски войски биват изпратени към Северна Франция, като губят много ценно време, докато пренесат със себе си своите тежки и бронирани въоръжения. Вейган е с перспективата за защитаване на дългия фронт (от Седан до „канала“) с останалите френски войски. Очакванията са, че шестдесет дивизии трябва да заемат изключително дългия фронт от 600 км, а Вейган разполага само с 64 френски и една британска дивизия (51-ва британска дивизия). Затова, за разлика от Германия, Франция няма никакви резервни дивизии, с които да изпревари германците с неочакван пробив, и да заменя изтощените дивизии от продължителния конфликт. Френските войски губят своя морал от неуспешните атаки и от евакуацията на британските сили (Операция „Динамо“). Тази евакуация е главна пречка за състоянието на френския дух, поради това, че постъпката на британците е възприета като изоставяне.
Възползвайки се от създалата се ситуация, на 10 юли Италия обявява война на Франция и Великобритания – независимо от факта, че Италия няма сериозна подготовка за война от такъв тип. Мусолини е добре осведомен за проблемите на войските си и стремежът му е единствено да спечели благодарение на германските победи.

### Нова германска офанзива и падането на Париж
Германците възстановяват своята офанзива на 5 юни при река Сома. Атаката разкрива недостатъците на резервите, поставени от генерал Вейган, между столицата и немските военни части и на 10 юни френското правителство се оттегля в Бордо, обявявайки Париж за свободен град. Чърчил се завръща във Франция на 11 юни и се среща с френския военен съвет в Бриар. Французите искат от него предоставянето на всички военновъздушни ескадрили за помощ в конфликта. Английският премиер отказва да изпрати останалите 25 ескадрили, смятайки, че решителната битка ще бъде тази за Британия. При срещата на Чърчил с французите, адмирал Франсоа Дарлан дава гаранции, че флотата няма да попадне в ръцете на Германия. На 14 юни Париж, завземането на който се разминава на косъм през Първата световна война, попада под властта на Вермахта. За по-малко от 100 години Париж попада под немско владение за втори път, като първия е Френско-пруската война през 1870 – 1871 г.

### Германското въздушно господство
Обстановката във въздуха става критична. Луфтвафе постига въздушно господство в полза на Германия за сметка на агонизиращата френска военна авиация. Френските ВВС започват бомбардирането на различни точки от немската окупационна зона. Между 5 и 9 юни са започнати над 1815 мисии, 518 от които с цел бомбардиране.

### Втората евакуация на Британските експедиционни сили
Повечето от останалите британски групи пристигат в Санкт Валери за евакуация, но германците се настаняват около пристанището, правейки целта на британците невъзможна. И така на 12 юни останалите британски сили се предават на Ромел. Втората евакуация се осъществява по време на Операция Ариел между 15 юни и 25 юни. Луфтвафе, имащи превъзходство във въздуха, получават нареждане за предотвратяване на бъдещи евакуации след разгрома при Дюнкерк. 1-ви военновъздушен корпус е прехвърлен в Долна Нормандия и полуостров Бретан. На 19 юни срещу 20 юни при немска бомбардировка над пристанищния град Шербур са хвърлени 15 тона бомби, докато над Хавър – 10 тона. На 17 юни 1940 г. „Юнкерс Ju 88“ унищожава 10 000–тонен кораб, като загиват над 5800 съюзнически персонал. Независимо от всичко това, Луфтвафе остават неспособни да предотвратят евакуацията на повече от 200 хил. съюзнически войници и персонал.

### Примирие
Министър-председателят на Франция, Пол Рейно, е принуден да напусне поста си поради несъгласието му да прекрати войната. На освободения пост е назначен маршал Филип Петен, който обявява, че ще потърси примирие с Германия. Когато Адолф Хитлер научава за исканията на Франция за примирие с Третия райх, той избира гора в близост до Компиен като място на преговорите. За националсоциалистическия лидер това е момент на възмездие за унизителния договор, подписан при поражението на Германия през Първата световна война (Компиенско примирие). Примирието е подписано на 22 юни във вагон като този през 1918 г. След предисловието, към което Хитлер проявява уважението да го изслуша, френските делегати напускат вагона, напускайки и преговорите. Втора френска армия, под командването на генерал Андре Претелат, се предава същия ден и примирието влиза в сила от 25 юни 1940 г. Договорът е спазен от режима на Виши, но не и от участниците в мащабното съпротивително движение, което се разгръща във и извън Франция до освобождаването на страната от германската окупация през 1944 г.

## Жертви

### Германия
Приблизително 27 074 немски войници са убити, а 111 034 са ранени. Близо 18 380 са изгубени, което прави общите жертви за Германия 156 000 войници.

### Съюзниците
Армиите на страните, загубили конфликта, са почти изцяло унищожени. Тези армии са на Франция, Нидерландия, Белгия и Полша. Общите загуби на Съюзниците, включително и френските пленници, са 2 292 000 военни.
- Франция – 90 000 убити, 200 000 ранени и около 1 800 000 военнопленници. През август 1940 г., 1 575 000 военнопленници биват пренесени от Франция в Германия. Докато в Германското робство загиват около 24 600 затворници, 71 000 бягат от различните затвори, а близо 220 000 са освободени благодарение на различни споразумения на немското правителство с други държави, и неколкостотин хиляди биват освободени под причината, че са болни от различни тежки болести[33];
- Великобритания – 68 111 убити, ранени и пленени;
- Белгия – 23 350 убити, ранени и пленени;
- Нидерландия – 9779 убити, ранени и пленени;
- Полша – 6092 убити, ранени и пленени;
- Чехословакия – 1615 изчезнали, включително 400 убити.

## Последици
Франция е разделена от немските войски на северна и западна, които стават немски зони. В Южна Франция се образува така наречената „Вишистка Франция“ (Режим Виши) със седалище на правителството град Виши. Новата френска държава, оглавена от Филип Петен, приема статута си на победена държава и с пасивност опитва да спечели полза от германците. Шарл дьо Гол, който непосредствено преди френската капитулация е назначен за заместник-министър на отбраната, заминава за Великобритания, където 18 юни 1940 г. произнася знаменитата си реч по ББС, с която поставя началото на Съпротивата.
Британците започват да се съмняват в даденото обещание от адмирал Дарлан към Чърчил за непредаване на френските военноморски кораби на Германия (междувременно Дарлан е станал министър в правителството на Петен); затова английските военноморски сили нападат френските бази в Европа и Африка и унищожават или пленяват значителна част от френския флот. Това причинява чувства на враждебност и недоверие между бившите съюзници – Великобритания и Франция.